# (32995) 1997 BS1
1997 BS1 (asteroide 32995) é um asteroide da cintura principal. Possui uma excentricidade de 0.05313190 e uma inclinação de 10.59745º.
Este asteroide foi descoberto no dia 29 de janeiro de 1997 por Takao Kobayashi em Oizumi.